# Rzeźnia nr 1
Rzeźnia nr 1 – polski niezależny film psychologiczny stworzony przez Dominika Matwiejczyka w 2006 roku.

## Fabuła
Krzysztof mieszka na wyludnionej wsi. Jego głównym zajęciem jest flirtowanie z atrakcyjną ekspedientką Magdą oraz picie piwa z kumplem Gąsiorem. Jego niechęć wywołuje niejaki Wojciechowski, który pracuje w masarni usytuowanej w centralnym punkcie wsi. Podobne uczucia wywołuje w nim syn właściciela masarni, Artur, który afiszuje się ze swoim drogim autem. Aby przypodobać się Magdzie, Krzysztof kradnie samochód.

## Obsada
- Krzysztof Zych – Krzysztof
- Magdalena Kielar – Magda
- Łukasz Garlicki – Artur, syn Kisały
- Aleksandra Kisio – Anita, dziewczyna Artura
- Wojciech Mecwaldowski – Wojciechowski
- Olga Frycz – Karolina
- Krzysztof Boczkowski – "Gąsior"
- Andrzej Gałła – Adam Kisała
- Regina Grudzień – babcia
- Radek Fijołek – Michał